# Le Gastronome
Ne doit pas être confondu avec Le Gourmet.
Le Gastronome est un journal fondé par Paul Lacroix le 14 mars 1830.

## Historique
Les rédacteurs de ce journal créé, quatre mois avant la Révolution de juillet, étaient, outre Lacroix lui-même, Henri Martin, Félix Davin, Claude-Charles Pierquin de Gembloux, Charles Lemesle, Edmond Marcotte et le marquis Louis de Cussy. Théophile Gautier et Gérard de Nerval y ont contribué.
En 1858, la Bibliothèque impériale en possédait un exemplaire bien complet en 2 vol. in-f° obl., format des cartes de restaurateurs.